# Walter Sell
Walter Sell (* 4. Oktober 1906 in Wien, Österreich-Ungarn; † 30. April 1966 in Graz) war ein österreichischer Eishockeyspieler.

## Karriere
Walter Sell wurde in Wien geboren und wuchs dort auf. Er spielte ab 1922 für die Jugendmannschaft des Wiener Eislauf-Verein und debütierte im Januar 1924 für die erste Mannschaft des WEV in der österreichischen Meisterschaft. Bis 1932 gehörte er zu den Stammspielern des WEV und gewann mit diesem mehrere Meistertitel. Im November 1932 zog Sell aus beruflichen Gründen nach Bukarest und war dort Spielertrainer des Telephonklub Bukarest. Etwa ein Jahr später kehrte er nach Wien zurück. 
Im Dezember 1935 gehörte er zu den Gründungsmitgliedern des Wiener Eishockey Verein, der jedoch bereits 1936 wieder aufgelöst wurde. Ab Oktober 1936 war Sell Trainer beim WEV. 
International spielte Sell für die österreichische Eishockeynationalmannschaft bei den Olympischen Winterspielen 1928, bei den Eishockey-Weltmeisterschaften 1930 (Bronzemedaille) und 1931 sowie bei den Eishockey-Europameisterschaften 1927 und 1929. Insgesamt absolvierte er 43 Länderspiele für Österreich.
Bei der Eishockey-Weltmeisterschaft 1933 war er Trainer der rumänischen Eishockeynationalmannschaft, die den neunten Platz belegte.

## Erfolge und Auszeichnungen
- Österreichischer Meister 1924, 1926, 1927, 1928, 1929, 1930, 1931 mit dem Wiener Eislauf-Verein

Walter Sell erhielt sieben Mal das internationale Abzeichen des österreichischen Eishockeyverbandes für die Teilnahme an internationalen Spielen.
- Goldmedaille bei der Eishockey-Europameisterschaft 1927
- Bronzemedaille bei der Eishockey-Europameisterschaft 1929
- Bronzemedaille bei der Eishockey-Europameisterschaft 1930
- Bronzemedaille bei der Eishockey-Weltmeisterschaft 1931
  - Goldmedaille bei der Europameisterschaft 1931
- Silbermedaille bei der Eishockey-Europameisterschaft 1932

## Statistik
(Legende zur Spielerstatistik: Sp oder GP = absolvierte Spiele; T oder G = erzielte Tore; V oder A = erzielte Assists; Pkt oder Pts = erzielte Scorerpunkte; SM oder PIM = erhaltene Strafminuten; +/− = Plus/Minus-Bilanz; PP = erzielte Überzahltore; SH = erzielte Unterzahltore; GW = erzielte Siegtore; 1 Play-downs/Relegation; Kursiv: Statistik nicht vollständig)